# Johan Fjord Jensen
Rasmus Johan Fjord Jensen (* 17. Dezember 1928 in Kenia; † 21. Dezember 2005) war ein dänischer Literaturhistoriker und Kulturforscher.

## Leben
Nach dem Schulbesuch studierte Fjord Jensen Literaturgeschichte und schloss dieses Studium im November 1959 mit einem Magister ab. Danach beschäftigte er sich in zahlreichen Büchern und Artikeln mit literaturhistorischen und kulturwissenschaftlichen Themen und trug damit zur Beeinflussung verschiedener theoretischer Ansätze und Strömungen bei. Nach einer kurzen Tätigkeit als Lehrer am Sozialpädagogischen Seminar in Aarhus wurde er im April 1960 Assistenzprofessor am Nordischen Institut.
Nach ersten Veröffentlichungen wie Turgenjev i dansk åndsliv. Studier i dansk romankunst 1870-1900 (1961), dem Einführungsbuch Den ny kritik (1962) und dem kulturradikalen Homo Manipulatus (1966) wurde er 1966 Abteilungsleiter am Nordischen Institut. Des Weiteren war er 1967 neben Aage Henriksen Mitbegründer der Kultur- und Literaturzeitschrift Kritik und hierfür mit diesem 1969 erster Preisträger des Georg-Brandes-Preis. Nachdem er Mitherausgeber des ideologiekritischen Gemeinschaftswerkes Søndags-B.T. (1971) war, erhielt er 1972 den Søren-Gyldendal-Preis und veröffentlichte 1973 das Buch Tegneserier.
1974 nahm Fjord Jensen den Ruf auf eine Professur für Literaturgeschichte an der Universität Aarhus an und lehrte an dieser bis zu seiner Emeritierung im Jahr 1992. Während dieser Zeit war er von 1984 bis 1985 maßgeblich an der Herausgabe der Dansk litteraturhistorie 1-9 beteiligt, in der annähernd 50 Forscher eine neue, aus historisch-materialistischer Perspektive geschriebene Gesamtdarstellung der dänischen Literatur veröffentlichten. Daneben veröffentlichte er 1987 Det tredje (1987) und war außerdem 1988 Mitbegründer des Zentrums für Kulturforschung (Center for Kulturforskning) an der Universität Aarhus.
Zuletzt veröffentlichte er 1993 Livsbuen, in dem er sein Interesse einer ganzheitlich orientierten Kulturkritik widmete.